# Хотели RIU
RIU Hotels & Resorts е испанска хотелска верига, основана от семейство Риу през 1953 г. Тя е основана в Майорка, Испания, и в момента е 49% собственост на TUI. Бизнесът на компанията е насочен към сектора на ваканционните хотели и над 70% от обектите ѝ предлагат All-inclusive услуга.
С откриването на първия си градски хотел през 2010 г., RIU разширява гамата си от продукти със собствена линия градски хотели, наречена Riu Plaza. Досието за пресата на RIU за 2020 г. съобщава, че има 98 локации в 19 държави, 31 270 служители и 4,9 милиона клиенти.

## История
Първия им хотел е Riu San Francisco в Майорка. Веригата RIU Hotels & Resorts все още се управлява от третото поколение на семейство Риу.
RIU има хотели в Испания, Португалия, Ирландия, Германия, Турция, Тунис, Мароко, Съединените щати, Мексико, Ямайка, Бахамите, Аруба, Коста Рика, Доминиканската република, Панама, Кабо Верде, Мавриций, Сейнт Мартин и Шри Ланка (2020). 
През 2014 г., Riu се намера на 30-ата по големина хотелска верига от списанията Hotels.

## Местоположения

### Текущи местоположения

#### Европа
Германия
Ирландия
Португалия
Испания
Обединено кралство

#### Африка
Кабо Верде
Мавриций
Мароко
Сенегал
Танзания

#### Азия
Малдиви
Шри Ланка
Обединени арабски емирства

#### Америка
Аруба
Бахамски острови
Коста Рика
Доминиканска република
Ямайка
Мексико
Панама
Съединени щати